# Metsapere (Saaremaa)
Koordinaten: 58° 16′ N, 21° 57′ O
Metsapere ist ein Dorf (estnisch küla) auf der größten estnischen Insel Saaremaa. Es gehört zur Landgemeinde Saaremaa (bis 2017: Landgemeinde Lääne-Saare) im Kreis Saare.

## Einwohnerschaft und Lage
Das Dorf hat sieben Einwohner (Stand 1. Januar 2016).
Westlich des Dorfkerns befinden sich die beiden Seen Nonni järv und Tõrijärv, südlich die Seen Roobimaa järv und Väike-Roobimaa järv. Das Dorf liegt unweit der an der Westküste Saaremaas gelegenen Ostsee-Bucht Pilguse laht.